# Douglas DC-2
Douglas DC-2 var et tomotorers passagerfly med plads til 14 passager, som blev fremstillet af den amerikanske virksomhed Douglas fra og med 1934, og som konkurrerede med Boeing 247. I 1935 begyndte Douglas at fremstille en større version af flyet, kaldet DC-3, som blev et af flyhistoriens mest succesrige fly.

## Design og udvikling
I begyndelsen af var der opstået bekymring om sikkerheden ved flystrukturer af træ efter ulykken med TWA flynummer 599 med et fly af typen Fokker Trimotor, og dette tvang flyindustrien i USA til at udvikle flytyper, konstrueret helt af metal. United Airlines havde et monopol på at anvende Boeing 247, hvilket fik rivalen Trans World Airlines til at udgive en kravspecifikation på et metalfly med tre motorer.
Svaret fra Douglas var mere radikalt. Prototypen DC-1, der føj første gang den 1. juli 1933, havde en meget robust vinge, et understel, der kunne foldes op i flykroppen, og kun to 690 hk (515 kW) Wright-stjernemotorer, som drev propellerne. Flyet havde plads til 12 passagerer.
TWA accepterede designudkastet og bestilte 20 eksemplarer med kraftigere motorer og med siddepladser til 14 passagerer – flytypen DC-2. Flyets udformning imponerede en række amerikanske og europæiske flyselskaber, og flere ordrer fulgte. Flyene til de eurpæiske kunder KLM, LOT, Swissair, CLS og Iberia blev samlet af Fokker i Holland efter at dette firma købte en licens fra Douglas. Airspeed Ltd. anskaffede en lignende licens til DC-2'ere til britiske kunder og tilføjede sit firmas betegnelse Airspeed AS.23 for disse fly, men selv om en registrering for ét fly var foretaget, så blev ingen fly leveret. En anden licens blev erhvervet af Nakajima Hikoki KK i Japan; i modsætning til Fokker og Airspeed fremstillede Nakajima fem fly og samlede mindst ét Douglas-bygget fly. I alt 130 civile DC-2 blev bygget og 62 fremstillet til det amerikanske forsvar. I 1935 oplyste Don Douglas i en artikel, at én DC-2 kostede ca. USD 80.000 at fremstille, hvis den blev masseproduceret.

## Driftshistorie
Selv om DC-2 blev overskygget af dens meget udbredte efterfølger, DC-3, så var det DC-2-modellen, der viste, at passagerflytrafik kunne være behagelig, sikker og pålidelig. Således indsatte KLM sin første DC-2 PH-AJU Uiver (Stork) i oktober 1934 i luftkapløbet MacRobertson Air Race mellem London og Melbourne. Ud af de 20 deltagere endte DC-2'en som nr. 2 efter de Havilland DH.88'eren Grosvenor House. I løbet af den samlede rejsetid på 90 timer og 13 minutter var DC-2'en i luften i 81 timer og 10 min.

## Varianter

### Civile fly
DC-2
156 civile DC-2 med to Wright GR-1820-F53 Cyclone stjernemotorer med stempel.
DC-2A
To civile DC-2 med to Pratt & Whitney R-1690 "Hornet" stjernemotorer med stempel.
DC-2B
To DC-2 solgt til LOT Polish Airlines, udstyret med 2 750hk (560kW) Bristol Pegasus VI stjernemotorer med stempel.
Nakajima-Douglas DC-2 Transport
DC-2 transportfly bygget på licens i Japan.
Airspeed AS.23
Betegnelsen var reserveret til en foreslået licensproduktion hos Airspeed Ltd. i Storbritannien.

### Militære fly
Modificerede DC-2 bygget til United States Army Air Corps med flere forskellige betegnelser:
XC-32
Et DC-2-153 med R-1820-25-motor til test som et 14-sæders VIP-transportfly, ét blev fremstillet, og blev senere anvendt af General Andrews som en flyvende kommandopost.
C-32A
Betegnelsen for 24 DC-2 til kommerciel anvendelse.
C-33
(DC-2-145) Fragtvariant af C-32 med to 750 hk R-1820-25-motorer med større halefinneområder, et forstærket kabinegulv og en stør fragtluge i den bageste del af flykroppen, 18 blev bygget.
YC-34
(DC-2-173) VIP-transportfly for USA's krigsminister, i grunden identisk med XC-32, blev senere benævnt C-34, to blev fremstillet.
C-38
Den første C-33 var modificeret med en DC-3-lignede halesektion og to Wright R-1820-45 stjernemotorer med stempel med hver 975 hk (727 kW). Den blev oprindeligt benævnt C-33A men blev i stedet anvendt til en prototype for en C-39 variant, én fremstillet.
C-39
(DC-2-243) var en 16-sæders passengervariant med en blanding af komponenter fra DC-2 og DC-3, med en C-33 flykrop og vinger og en DC-3-hale, midtersektion og flystel. Den havde to Wright R-1820-55 stjernemotorer med hver 975 hk (727 kW), 35 fremstillet.
C-41
En C-39 fik nye motorer med to 1.200 hk (895 kW) Pratt & Whitney R-1830-21 motorer til brug som VIP-transport for General Hap Arnold, US Army Air Corps' stabschef.
C-42
(DC-2-267) – en C-39 VIP-transport-variant med to Wright R-1820-53 stjernemotorer med stempel på hver 1.000 hk (746 kW), én bygget i 1939 for generalen for US Air Force, plus to konverterede C-39, som fik fragtlugerne boltet fast.
R2D-1
(DC-2-125) med 710 hk R-1820-motorer til transportbrug, som XC-32, for United States Navy, tre fremstillet.
(DC-2-142) med 710 hk R-1820-motorer til transportbrug, som XC-32, for United State Marine Corps, to fremstillet.

## Ulykker
- Den 20. december 1934 styrtede et KLM-fly fra Schiphol til Batavia ned i Irak, og hele besætningen omkom.[13]
- Den 9. december 1936 styrtede KLM PH-AKL fra London til Amsterdam ned ved start fra Croydon Lufthavn og 15 af de 17 ombordværende døde.
- Den 23. november 1937 styrtede LOT SP-ASJ fra Thessaloniki til Bukarest ned i Pirinbjergene og alle 6 om bord blev slået ihjel.
- Dn 7. januar 1939 styrtede Swissair HB-ITA fra Zürich til Paris ned på en bakke i Oise, og 5 ud af 17 mistede livet.

## Specifikationer
|                      | DC-2                                                        |
| -------------------- | ----------------------------------------------------------- |
| Mandskab             | 2-3                                                         |
| Antal passagerer     | 14                                                          |
| Samlet længde        | 19,1 m                                                      |
| Vingespænd           | 25,9 m                                                      |
| Samlet højde         | 4,8 m                                                       |
| Vingeareal           | 87,3 m2                                                     |
| Tom vægt             | 5.650 kg                                                    |
| Lastet vægt          | 8.420 kg                                                    |
| Maksimal hastighed   | 338 km/h                                                    |
| Aktionsradius        | 1.750 km                                                    |
| Maksimal driftshøjde | 6.930 m                                                     |
| Stigningshastighed   | 310 m/minuttet                                              |
| Motorer (2x)         | Wright GR-1820-F53 Cyclone 9-cylinder, 730 hk (540 kW) hver |

## Ekstern henvisning
- "Flying Office Saves Time of Busy Executives" Popular Mechanics, april 1935, privat business-version af DC-2 (engelsk)